# Ulica Janusza Kusocińskiego w Łodzi
Ulica Janusza Kusocińskiego w Łodzi – ulica znajdująca się na łódzkim Polesiu, na obszarze osiedli Karolew i Retkinia, na odcinku od ul. Retkińskiej do ul. Popiełuszki stanowi ona północną granicę Retkinii.

## Historia
Pierwsze wzmianki o ulicy pojawiają się w roku 1946. Początkowo była oznaczana w planach pod nazwą Nowe Piaski 2. W latach 1976 i 1985 przedłużona.

## Ważne obiekty
- Kościół rzymskokatolicki pw. Chrystusa Króla
- Krańcówka autobusowa Retkinia Kusocińskiego

## Komunikacja
Wg stanu z 25 kwietnia 2022 r, autobusy MPK Łódź kursowały na odcinku od ulicy Retkińskiej do Popiełuszki.